# Řády, vyznamenání a medaile Polska

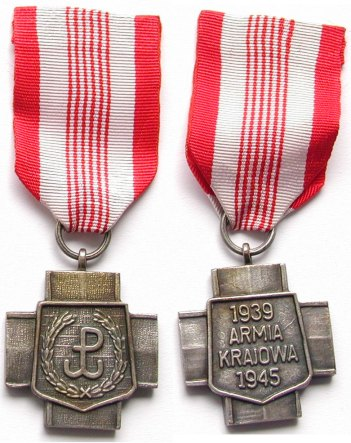
Kříž zemské armády

Systém státních vyznamenání Polska je hierarchií ocenění udílených za zásluhy polskému státu, za profesionální zásluhy či za osobní statečnost. Seniorita (hierarchie řádů podle jejich důležitosti, někdy označovaná také jako priorita) polských řádů a medailí je upravena ustanovením zákona o statutárních hodnostech. Tato vyznamenání jsou nejvyššími vyznamenáními za civilní i vojenské zásluhy v dobách míru i v dobách války.

## Charakteristika
Článek 138 Ústavy Polské republiky stanovuje, že prezident Polské republiky udílí polská státní vyznamenání jménem Polské republiky. Podle čl. 5 zákona ze dne 16. října 1992 O řádech a vyznamenáních, je pravomocí prezidenta, aby rozhodoval o povolení pro občany Polska k přijetí řádů, vyznamenání nebo jiného čestného vyznamenání uděleného nejvyššími orgány cizího státu.
Systém polských státních vyznamenání sestává z pěti řádů, jedenácti civilních vyznamenání (šest v podobě kříže a pět medailí) a třinácti vojenských vyznamenání (sedm v podobě kříže a šest v podobě pamětní hvězdy). Udílení jednoho válečného řádu (Virtuti Militari) a dvou válečných vyznamenání (Kříž za chrabrost a Kříž za zásluhy s meči) bylo pozastaveno, protože je lze udělit výhradně během války vedené Polskem a následně po dobu až pěti let od jejího skončení.
Kolektivům může být udělen pouze rytířský kříž Řádu vojenského kříže a Vojenský kříž, které mohou být uděleny vojenským formacím. Během války (a po dobu pěti let od jejího konce) je bojovým formacím možné udělit i stříbrný kříž Virtuti Militari a Kříž za chrabrost. Všechny řády a vyznamenání lze ve výjimečných případech udělit i posmrtně, pouze však jako zvláštní uznání mimořádných památných zásluh pro Polskou republiku. Cizincům mohou být polská vyznamenání udílena za služby poskytované Polsku nebo jejím občanům či v souladu s mezinárodními zvyklostmi.
Pořadí nošení polských řádů a vyznamenání po roce 1989 bylo původně upraveno předchozími předpisy. Kvůli úplné změně systému řádů a vyznamenání v roce 1992 bylo jejich nošení regulováno nařízením prezidenta Polské republiky ze dne 10. listopadu 1992 O popisu, materiálu, rozměrech, kresbě a způsobu a okolnostech nošení odznaků, řádů a vyznamenání. Nařízením prezidenta Polské republiky ze dne 31. července 2007 bylo významně změněno pořadí řádů a vyznamenání. Další nařízení prezidenta Polské republiky určovalo pravidla pro zavedení nových řádů a vyznamenání.
Podle seniority polských ocenění se jejich stuhy nosí nalevo na prsou zprava doleva. Tato pravidla se aplikují i při nošení plných insignií s výjimkou některých řádů nejvyšších tříd nošených na stuze. V případě řádu Virtuti Militari lze nosit insignie všech tříd, které byly jedinci uděleny, u ostatních řádů se nosí pouze insignie nejvyšší udělené třídy.
Systém polských státních vyznamenání je doplněn souborem několika desítek resortních vyznamenání udílených ministry nebo pověřenými osobami, obvykle vysokým úředníkem řídícím ústřední orgán, institucí nebo organizaci státní správy.

## Historie systémů polských vyznamenání

### Dekorace polsko-litevského společenství (1705–1795)
První řád polsko-litevského společenství ustanovený králem Vladislavem IV. Vasou v roce 1634, Řád neposkvrněného početí Panny Marie, nebyl sejmem schválen ani zaveden kvůli odporu šlechty, který pramenil ze strachu, že panovník zavede autoritářskou vládu (absolutní monarchii) pomocí rytířů řádu. První řád byl vytvořen až v roce 1705 a druhý v roce 1765. První řád odkazoval na polský státní znak a druhý na patrona svatého Stanislava. Tyto dva řády daly základ původnímu systému polských vyznamenání. V roce 1792 přibyl nový řád, který byl řádem typicky vojenským.
- Řád bílé orlice
- Řád svatého Stanislava biskupa a mučedníka
- Vojenský řád

Mimo systém existovala řada medailí udílených králem lidem nešlechtického původu.
- Medaile Diligentiae – Tato medaile byla založena roku 1767 králem Stanislavem II. Augustem Poiatowským.[10]
- Medaile Pro Fide, Rege et Lege
- Medaile Praemiando Incitat
- Medaile za dlouholetou vojenskou službu (Medal za Długoletnią Służbę Wojskową) byla založena v roce 1765 králem Stanislavem II. Augustem Poiatowským. Udílena byla poddůstojníkům a řadovým vojákům za dlouholetou příkladnou vojenskou službu.[12]
- Medaile Virtuti Civili

### Vyznamenání Varšavského vévodství (1806–1815)
Panovník Varšavského vévodství Fridrich August I. Saský obnovil celý systém vyznamenání používaný před rozdělením. V čele těchto řádů stál panovník. V této době byl pouze mírně upraven název dvou vyznamenání.
- Řád bílé orlice
- Řád svatého Stanislava
- Vojenský řád Varšavského vévodství

### Vyznamenání Polského království (1815–1831)
Po založení Kongresového Polska v roce 1815 a jeho sloučení s personální unií s Ruskou říší byla zavedena nová Ústava Polského království. Ta dávala panovníkovi právo, aby ustanovoval, organizoval a distribuoval civilní a vojenské řády. I v tomto případě zůstaly zachovány původní řády založené v 18. století.
- Řád bílé orlice
- Polský řád svatého Stanislava
- Řád vojenského kříže

Mimo hierarchii byla ustanovena další dvě ocenění:
- Čestný odznak za dlouhou a bezchybnou službu (Znak Honorowy za Długoletnią i Nieskazitelną Służbę)
- Medaile za záchranu umírajících (Medal za Uratowanie Ginących)

Usnesení Sejmu o sesazení Mikuláše I. ze dne 25. ledna 1831 zbavilo ruské cary práva na vyznamenánváí polskými řády a medailemi, ale během listopadového povstání bylo udíleno pouze Virtuti Militari a výsada v jeho udílení byla přenechána nejvyššímu veliteli. Neúspěch povstání vedl k zahrnutí dvou nejvyšších polských řádů do systému ruských vyznamenání (pod názvy Imperátorský a carský řád Bílého orla a Imperátorský a carský řád svatého Stanislava), kde plnily funkci nižších civilních řádů a z Virtuti Militari se stal nejnižší polský pamětní odznak v ruském systému ocenění a byl udělen v počtu přibližně sto tisíc všem účastníkům bojů na straně cara, a to včetně například lékařů a holičů.

### Vyznamenání druhé Polské republiky (1919–1939)

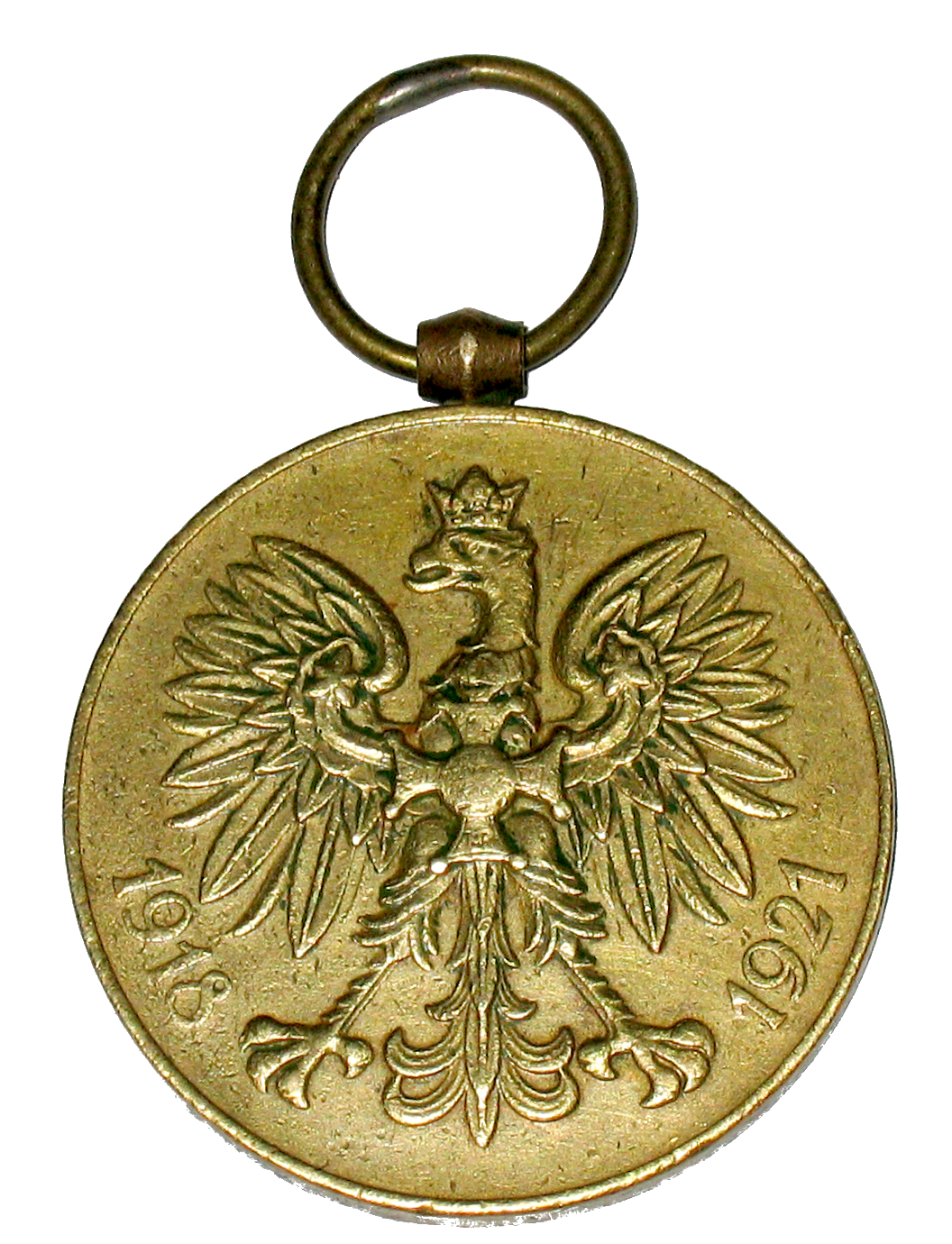
Pamětní medaile na válku 1918–1921

Orgány druhé Polské republiky vycházely při vytváření systému polských státních vyznamenání z evropských modelů s úzkým odkazem na polskou historii a kulturu. Byly obnoveny dva řády. Nově byl vytvořen i jeden řád a 14 dalších vyznamenání.
- Řád bílé orlice
- Řád Virtuti Militaria (udílený v pěti třídách)[13]
- Řád znovuzrozeného Polska (udílený v pěti třídách)[14]
- Kříž a medaile nezávislosti (Krzyż Niepodległości i Medal Niepodległości) byl založen dne 29. října 1930. Udílen byl za hrdinský boj za nezávislost Polska.
- Kříž za chrabrost (Krzyż Walecznych) byl založen dne 11. srpna 1920. Udílen je pouze v dobách války a pět let po jejím skončení. Udílen je za hrdinské činy a odvahu na bitevním poli.[15]
- Kříž za zásluhy (Krzyż Zasługi) byl založen dne 23. června 1923. Udílen je civilistů i příslušníkům ozbrojených sil za záslužnou službu zemi nebo jejím občanům nad rámec jejich běžných povinností.
- Dobrovolnický kříž a medaile za válku (Krzyż i Medal Ochotniczy za Wojnę) byly založeny dne 15. června 1939. Měly být udíleny za dobrovolnou službu v polské armádě v letech 1918 až 1921. Kvůli propuknutí druhé světové války nebyly nikdy vyrobeny.[16]
- Záslužný kříž za statečnost (Krzyż Zasługi za Dzielność) byl založen dne 7. března 1928. Udílen je příslušníkům policie, celní služby a pohraničního sboru za statečné činy za život ohrožujících podmínek při obraně práva, státní hranice nebo lidských životů a majetku.[17]
- Záslužný kříž ústřední litevské armády (Krzyż Zasługi Wojsk Litwy Środkowej) byl založen 25. února 1922. Udílen byl za statečnost a hrdinství.
- Kříž udatnosti a zásluh na Slezské stuze (Krzyż na Śląskiej Wstędze Waleczności i Zasługi)
- Kříž polských vojáků z Ameriky (Krzyż Żołnierzy Polskich z Ameryki[edytuj])
- Medaile za záchranu umírajících (Medal za Ratowanie Ginących) byla založena dne 22. března 1928. Udílena byla za zásluhy při záchraně topících se a obětí přírodních katastrof.[18]
- Pamětní medaile na válku 1918–1921 (Medal Pamiątkowy Za Wojnę 1918–1921) byla založena dne 21. září 1928. Udílena byla vojákům i civilistům účastnícím se boje za nezávislost Polska. Mohl být udělen i cizincům spolupracujícím s armádou.[19]
- Wawrzyn Akademicki bylo založeno roku 1934.[20]
- Medaile desetiletí znovuzískané nezávislosti (Medal Dziesięciolecia Odzyskanej Niepodległości) byla založena dne 27. září 1928 u příležitosti desátého výročí znovuzískání polské nezávislosti.[21]
- Medaile 3. května (Medal 3-go Maja) byla založena dne 25. dubna 1925. Udílena byla polským občanům.
- Medaile za dlouholetou službu (Medal za Długoletnią Służbę) byla založena dne 8. ledna 1938. Udílena je za dlouholetou službu v ozbrojených silách, policii, hasičském sboru či státní a komunální správě.[22]

### Vyznamenání Polské lidové republiky (1944–1990)

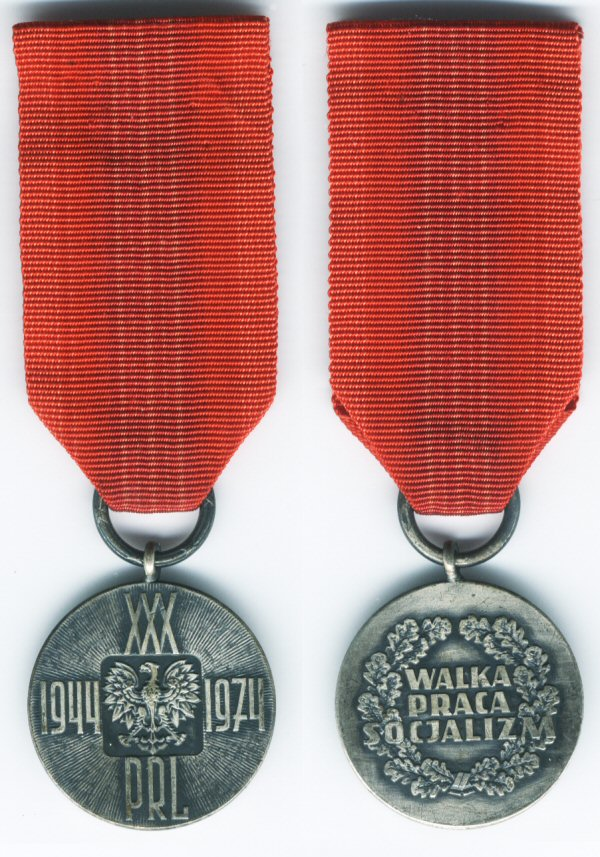
Medaile k 30. výročí lidového Polska

Dekret Polského výboru národního osvobození ze dne 22. prosince 1944 O řádech, vyznamenáních a medailích nezohledňoval senioritu ani způsoby nošení předchozích vyznamenání a v letech 1944 až 1960 se jejich pořadí v jakém byla vyznamenání nošena řídilo předpisy o jednotlivých oceněních (do roku 1952 bylo Polsko stále Polskou republikou), ale pravidla a okolnosti nošení dekorací nebyly standardizovány. V praxi se částečně používaly předválečné předpisy a zvyky a částečně se používal sovětský model. Komplexně byla tato otázka upravena zákonem ze dne 17. února 1960 O řádech a vyznamenáních a Pokynem kancléřství Státní rady ze dne 29. února 1960 O způsobu nošení řádů a vyznamenání a dále usnesením Rady ze dne 6. ledna 1977 O popisu odznaků, řádů a vyznamenání a způsobu jejich nošení.
- Řád budovatelů lidového Polska (Order Budowniczych Polski Ludowej) byl založen dne 2. července 1949. Udílen byl za mimořádné úspěchy při budování Polské lidové republiky.[29]
- Řád znovuzrozeného Polska (Order Odrodzenia Polski, Polonia Restituta)
- Řád Virtuti Militaria (Order Wojenny Virtuti Militari)
- Řád grunwaldského kříže (Order Krzyża Grunwaldu) byl založen roku 1943. Udílen byl polským i cizím příslušníkům ozbrojených sil za statečnost a zásluhy v boji s nacistickým Německem. Po druhé světové válce byl udílen za mimořádné zásluhy při velení nebo za mimořádný přínos k rozvoji polské armády.[30]
- Řád praporu práce (Order Sztandaru Pracy) byl založen dne 2. července 1949. Udílen byl za výjimečné zásluhy o národ a stát.[31]
- Kříž za zásluhy (Krzyż Zasługi)
- Kříž za chrabrost (Krzyż Walecznych)
- Medaile za zásluhy na poli slávy (Medal „Zasłużonym na Polu Chwały) byla založena roku 1943.[32]
- Partyzánský kříž (Krzyż Partyzancki) byl založen dne 26. října 1945. Udílen byl polským partyzánům, cizím partyzánům bojujícím na území Polska či městům a vesnicím za účast na partyzánském boji proti Němcům během druhé světové války.[33]
- Kříž bojové akce polských ozbrojených sil na západě (Krzyż Czynu Bojowego Polskich Sił Zbrojnych na Zachodzie) byl založen dne 17. května 1989 jako výraz uznání, úcty a paměti na vojenské činy vojáků, letců a námořníků polských ozbrojených sil u příležitosti 45. výročí bitev.[34]
- Kříž Bitvy u Lenina (Krzyż Bitwy pod Lenino) byl založen dne 26. května 1988.[35]
- Osvětimský kříž (Krzyż Oświęcimski) byl založen dne 14. března 1985. Udílen byl jako pocta lidem uvězněným v nacistických koncentračních táborech za účast v boji za osvobození Polska od německé okupace.[36]
- Medaile Za vaši svobodu i naši (Medal „Za waszą wolność i naszą”) byla založena dne 18. října 1956 jako úznání zásluh bojovníků za svobodu španělského lidu při příležitosti 20. výročí založení prvních polských jednotek ve Španělské republikánské armádě.[37]
- Medaile Za účast v obranné válce roku 1939 (Medal „Za udział w wojnie obronnej 1939”) byla založena dne 3. července 1981 jako projev uznání lidem, kteří se od 1. září aktivně účastnili obranné války vedené Polskem proti německému útočníkovi, a to do 6. října 1939.[38]
- Medaile Za účast v bojích na obranu lidové moci (Medal „Za udział w walkach w obronie władzy ludowej”) byla založena dne 22. listopadu 1983. Udílena byla vojákům, policistům, zaměstnancům bezpečnostní služby i civilistům, za aktivní účast v bojích.[39][40]
- Kříž Slezského povstání (Śląski Krzyż Powstańczy) byl založen dne 8. října 1946. Udílen je za hrdinský boj slezského lidu proti Němcům, který se ani za 600 let nepodařilo zlomit.[41]
- Kříž povstání Velkopolska (Wielkopolski Krzyż Powstańczy) byl založen dne 1. února 1957.[42]
- Kříž Varšavského povstání (Warszawski Krzyż Powstańczy) byl založen dne 3. července 1981. Udílen byl účastníkům Varšavského povstání, které proběhlo v roce 1944.[43]
- Medaile k 30. výročí lidového Polska (Medal 30-lecia Polski Ludowej) byla založena dne 7. února 1974. Založena byla při příležitosti třicátého výročí založení Polské lidové republiky za přínos pracujících k socialistické výstavbě a sociálně-ekonomickému rozvoji země.[44]
- Medaile k 40. výročí lidového Polska (Medal 40-lecia Polski Ludowej) byla založena dne 26. dubna 1984 při příležitosti čtyřicátého výročí založení Polské lidové republiky. Udílena byla za přínos pracujících k socialistické výstavbě a sociálně-ekonomickému rozvoji země.[45]
- Medaile za Varšavu 1939–1945 (Medal za Warszawę 1939–1945) byla založena dne 21. listopadu 1945. Udílena byla za účast v bojích o Varšavu během druhé světové války.[46]
- Medaile Za Odru, Nisu a Baltské moře (Medal za Odrę, Nysę, Bałtyk) byla založena dne 26. října 1945. Vznikla na památku velkých vítězství polských vojáků, kteří bojovali na Odře, Lužické Nise a na pobřeží Baltského moře.[47]
- Medaile Vítězství a svobody 1945 (Medal Zwycięstwa i Wolności 1945) byla založena dne 26. října 1945 na památku vítězství polského národa a jeho spojenců nad nacistickým Německem.[48]
- Rodłova medaile (Medal Rodła) byla založena dne 18. dubna 1985.
- Medaile za oběť a odvahu (Medal za Ofiarność i Odwagę)
- Pamětní kříž Monte Cassino (Krzyż Pamiątkowy Monte Cassino) byl založen dne 20. listopadu 1944 jako pamětní odznak pro vojáky 2. sboru, kteří se účastnili bitvy o Monte Cassino.[49]
- Kříž zemské armády (Krzyż Armii Krajowej)[50]

Dále bylo udíleno patnáct čestných titulů, několik desítek resortních vyznamenání a několik stovek vyznamenání národních rad.

### Třetí Polská republiky (od roku 1989)

#### Řády

Virtuti Militari

- Řád bílé orlice (Order Orła Białego) byl založen dne 1. listopadu 1705. Udílen je za mimořádné vojenské či civilní služby republice a národu.[54]
- Řád Virtuti MIlitari (Order Wojenny Virtuti Militari) byl založen dne 22. června 1792. Udílen je za statečnost ve válce. Udílen je pouze v době války a pět let po jejím konci.[55]
- Řád znovuzrozeného Polska (Order Odrodzenia Polski) byl založen dne 4. února 1921. Udílen je za výjimečnou a záslužnou službu.[56]
- Řád vojenského kříže (Order Krzyża Wojskowego) byl založen dne 18. října 2006. Udílen je za významnou službu v oblasti boje proti terorismu nebo za vojenské akce v době míru.[57]
- Řád kříže nezávislosti (Order Krzyża Niepodległości) byl založen dne 5. srpna 2010.[58]
- Řád za zásluhy Polské republiky (Order Zasługi Rzeczypospolitej Polskiej) byl založen dne 16. října 1992. Udílen je cizím státním příslušníkům a občanům Polska pobývajícím v zahraničí za významný přínos k mezinárodní spolupráci a spolupráci mezi Polskem a dalšími zeměmi.[59]

#### Vyznamenání
- Kříž za chrabrost (Krzyż Walecznych) byl založen dne 11. srpna 1920. Udílen je pouze v dobách války a pět let po jejím skončení. Udílen je za hrdinské činy a odvahu na bitevním poli.[15]

- Vojenský kříž (Krzyż Wojskowy) byl založen dne 14. června 2007. Udílen je příslušníkům polských ozbrojených sil nebo civilistům za boj proti terorismu v Polsku nebo během zahraničních misí.[60]
- Záslužný kříž za statečnost (Krzyż Zasługi za Dzielność) byl založen dne 7. března 1928. Udílen je příslušníkům policie, celní služby a pohraničního sboru za statečné činy za život ohrožujících podmínek při obraně práva, státní hranice nebo lidských životů a majetku.[17]
- Kříž za zásluhy s meči (Krzyż Zasługi z Mieczami) byl založen dne 19. října 1942. Udílen je za činy statečnosti a chrabrosti, které nesouvisí se skutečným bojem, jakož i za záslužný výkon za život ohrožujících podmínek.[61]
- Kříž svobody a solidarity (Krzyż Wolności i Solidarności) byl založen dne 5. srpna 2010.[58]
- Medaile Virtus et Fraternitas (Medal Virtus et Fraternitas) byla založena dne 9. listopadu 2017. Udílena je na památku a jako znamení vděčnosti za pomoc polským občanům. Zároveň je udílena za udržování při životě vzpomínky na ty, kteří druhou světovou válku nebo nucené deportace nepřežili a našli své hroby v zahraničí.[62][63]
- Kříž za zásluhy (Krzyż Zasługi) byl založen dne 23. června 1923. Udílen je civilistů i příslušníkům ozbrojených sil za záslužnou službu zemi nebo jejím občanům nad rámec jejich běžných povinností.[16]
- Vojenský záslužný kříž s meči (Wojskowy Krzyż Zasługi z Mieczami) byl založen dne 14. června 2007.[64]
- Námořní záslužný kříž s meči (Morski Krzyż Zasługi z Mieczami) byl založen dne 14. června 2007.[64]
- Letecký záslužný kříž s meči (Lotniczy Krzyż Zasługi z Mieczami) byl založen dne 14. června 2007.[64]
- Vojenský záslužný kříž (Wojskowy Krzyż Zasługi) byl založen dne 14. června 2007.[64][65]
- Námořní záslužný kříž (Morski Krzyż Zasługi) bylo založen dne 14. června 2007.[64][66]
- Letecký záslužný kříž (Lotniczy Krzyż Zasługi) byl založen dne 14. června 2007.[64][67]
- Medaile za oběť a odvahu (Medal za Ofiarność i Odwagę) byla založena dne 17. února 1960. Udílena je za nezištnou pomoc tonoucím, obětem přírodních katastrof, požárů, výbuchů nebo jiných mimořádných událostí.[68][69]
- Medaile za dlouholetou službu (Medal za Długoletnią Służbę) byla založena dne 8. ledna 1938. Udílena je za dlouholetou službu v ozbrojených silách, policii, hasičském sboru či státní a komunální správě.[22]
- Medaile za dlouholeté manželství (Medal za Długoletnie Pożycie Małżeńskie) byla založena dne 17. února 1960. Udílena je za padesát let manželského života ve stejném svazku, pokud spolu manželé vychovali alespoň jedno dítě (bez ohledu na to jestli vlastní nebo adoptované).[70]
- Kříž vyhnanství na Sibiř (Krzyż Zesłańców Sybiru) byl založen dne 17. října 2003.[71]
- Východní kříž (Krzyż Wschodni) byl založen dne 15. prosince 2016.[72]
- Západní kříž (Krzyż Zachodni) byl založen dne 7. dubna 2017.
- Medaile stého výročí znovuzískané nezávislosti (Medal Stulecia Odzyskanej Niepodległości) byla založena dne 15. června 2018.[73]